# Ruby Don't Take Your Love to Town
Ruby Don't Take Your Love to Town è il ventitreesimo album di Waylon Jennings, pubblicato nel febbraio del 1973 dalla RCA Camden Records. Si tratta di una raccolta di brani già pubblicati in precedenti album.

## Tracce
1. Just to Satisfy You (Waylon Jennings, Don Bowman) – Tratto dall'album Just to Satisfy You (1969)
2. Gentle on My Mind (John Hartford) – Tratto dall'album Hangin' On (1968)
3. Ruby Don't Take Your Love to Town (Mel Tillis) – Tratto dall'album Love of the Common People (1967)
4. Leavin' Town (Bobby Bare) – Tratto dall'album Leavin' Town (1966)
5. Yours Love (Harlan Howard) – Tratto dall'album Jewels (1968)
6. New York City R.F.D. (Larry Collins, Alice Joy) – Tratto dall'album Jewels (1968)
7. Hangin' On (Ira Allen, Buddy Mize) – Tratto dall'album Hangin' On (1968)
8. Today I Started Loving You Again (Merle Haggard, Bonnie Owens) – Tratto dall'album Jewels (1968)
9. Time to Bum Again (Harlan Howard) – Tratto dall'album Leavin' Town (1966)

## Musicisti
- Waylon Jennings - voce, chitarra